# シルバーオックス
シルバーオックス株式会社（SilverOX Inc）は、大阪府大阪市北区堂島と東京都港区白金台に本社を置く紳士・婦人用のインナーウェアを中心に企画・製造・販売をおこなう企業である。1941年（昭和16年）創業。

## 会社概要
男性用肌着の大手企業。後に女性用へも進出。現社名であるシルバーオックスは、同社で扱われている紳士用肌着のブランド名でもあり、同ブランドは現在でも存在している。
東京本社ビルの1階はショールームにもなっており、主に新ブランドの展開の場にもなっている。
2001年（平成13年）に現社名に変更するまでは、「内外衣料製品」という社名で知られており、1980年代にはテレビ朝日系で放送されていた素人参加クイズ番組「クイズタイムショック」などの番組スポンサーをつとめていたこともある。また当時ブランドとして使われた「シルバーオックス」名義で、1972年には朝日放送制作、TBS系のテレビアニメ『ど根性ガエル』のスポンサーをつとめ、番組では当時同社が発売していた子供服「テケテケ」のCMを流した。
グループサウンズ「オックス」のグループ名の由来となった会社でもある。
現在は大阪本社だった場所は貸し事務所が、東京本社だった場所はポジティブドリームパーソンズに売却し、ザテンダーハウスが所有されている。

## 沿革
- 1941年（昭和16年）6月 - 創業。
- 1948年（昭和23年）8月 - 内外衣料製品株式会社設立。
- 1963年（昭和38年）8月 - 大阪証券取引所2部上場。
- 1998年（平成10年）12月 - 東京証券取引所2部上場。
- 2000年（平成12年）3月 - 東京証券取引所、大阪証券取引所各1部（現在の東京証券取引所プライム及びスタンダード）指定替え。
- 2001年（平成13年）7月 - 現社名に変更。
- 2009年（平成21年）
  - 7月15日 - 同社が振り出した約束手形約6億円の不渡りがあったことを公表。
  - 8月4日 - 子会社のうち、中国の物流事業会社である喜楽客思紡織品(上海)有限公司（上海市）（直接保有株式84.21%・間接保有を含めると100%）及び青島喜楽客思服装有限公司（青島市）（直接保有株式100%）の2社の出資持分譲渡を佐川グローバルロジスティクスに打診し、優先交渉権を9月30日まで設ける旨を発表した。佐川グローバルロジスティックからは、日本国内の株式会社ニューウェイ（千葉県市川市）（直接保有株式30%・間接保有を含めると100%）及びシロックス物流株式会社（埼玉県比企郡吉見町）（直接保有株式40%・間接保有を含めると100%）に関しても、株式譲渡を希望する旨が公表される。
  - 9月1日 - 大阪地方裁判所に破産申請をし、手続き開始の決定を受ける[1]。これを受け、東京証券取引所は売買を停止し、9月2日より代用有価証券から除外の上、9月16日に上場廃止と決定した。また子会社のうち、ニューウェイに関しては、佐川グローバルロジスティクスに売却されず、シロックス物流は譲渡の予定であったが、事業譲渡までに運転資金が不足することから、シロックス物流に関しては民事再生手続を開始した。